# フィロイメア・テリト
サー・フィロイメア・テリト（英語: Sir Filoimea Telito）は、ツバルの政治家。聖マイケル・聖ジョージ勲章（GCMG）、第五等大英帝国勲章（MBE）受章。

## 生涯
ヴァイツプ島に生まれ、かつては学校や教会に勤めた。2005年4月15日にツバル女王エリザベス2世から総督に任ぜられ、2010年まで務めた。
テリトが受賞した2つの勲章は、総督にしきたりとして贈られるものである。